# مروث أهلب
مروث أهلب أو الغاريقون الإسطواني  (الاسم العلمي: Coprinus comatus) هو نوع من الفطريات يتبع جنس المروث من الفصيلة المروثية.